# Dobrotița, Tărgoviște
Dobrotița (în bulgară Добротица) este un sat în comuna Antonovo, regiunea Tărgoviște,  Bulgaria. 

## Demografie
Componența etnică a satului Dobrotița
     Turci (84,21%)
     Bulgari (6,88%)
     Nicio identificare (8,9%)
     Altele (0%)
La recensământul din 2011, populația satului Dobrotița era de 247 locuitori. Din punct de vedere etnic, majoritatea locuitorilor (84,21%) erau turci, cu o minoritate de bulgari (6,88%). Pentru 8,9% din locuitori nu este cunoscută apartenența etnică.